# Dutch Caribbean Airline

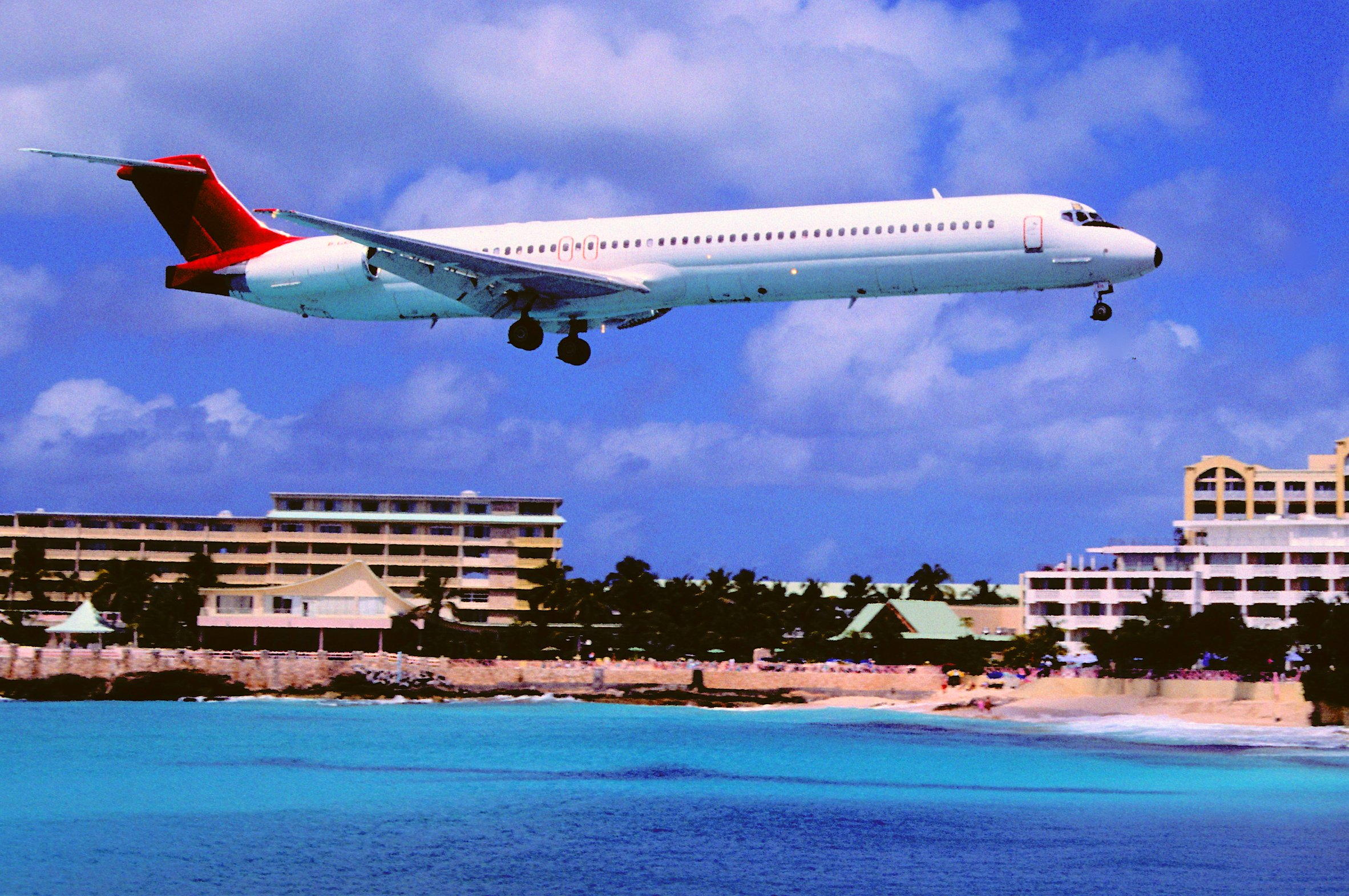
MD-82 de Dutch Caribbean Airline

DCA était une compagnie aérienne des Antilles néerlandaises, créée en 1964 sous le nom d'Antillianse Luchtvaart Maatschappij (ALM).
En septembre 2001, ALM est dissoute et la nouvelle compagnie baptisée Dutch Caribbean Airlines (DCA). Les opérations furent arrêtées en octobre 2004.
- Code AITA : LM Code OACI : ALM